# 20th Fighter Wing
Le 20th Fighter Wing (20th FW, 20e Escadre de chasse), appartenant à la 8th Air Force de l'Air Combat Command de l'United States Air Force est stationné à Shaw Air Force Base en Caroline du Sud.
Il est composé de trois escadrons de chasse :

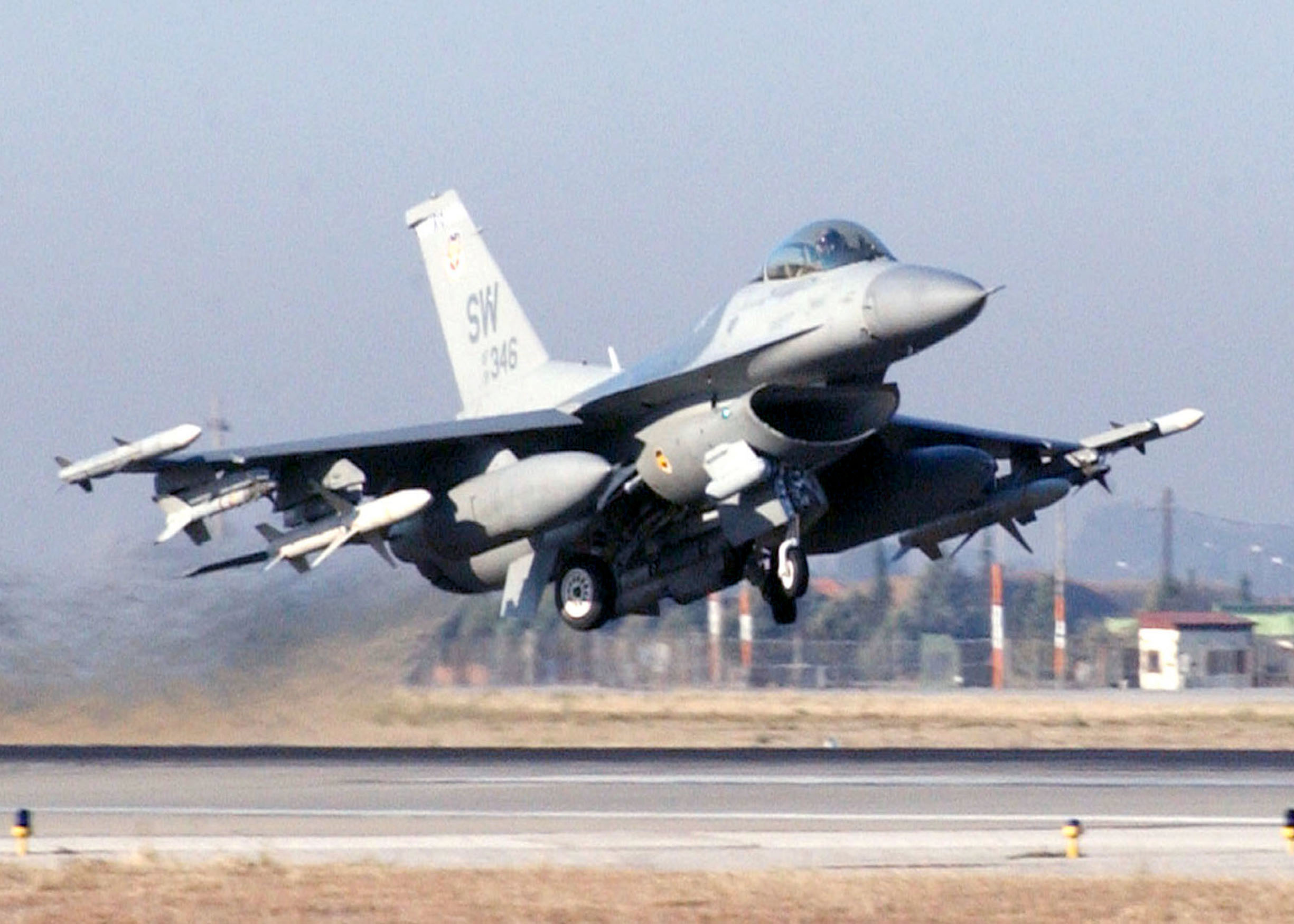
F-16C du 20th FW décollant pour une mission dans le cadre de l'Opération Northern Watch le 23 décembre 2002

- 55th Fighter Squadron
- 77th Fighter Squadron
- 79th Fighter Squadron

## Historique

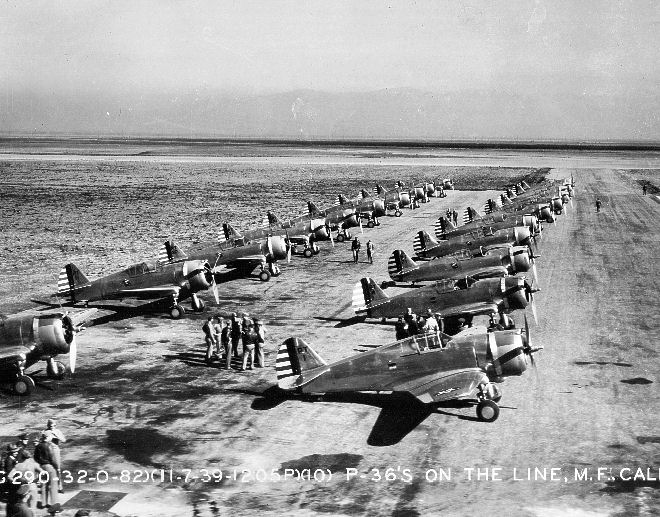
P-36A du 20th Pursuit Group à Moffet Field en 1939.

Ses traditions proviennent du 20th Pursuit Group actif de 1930 à 1945. 
Les premiers Curtiss P-36 HawkA de série furent livrés a cette formation à Barksdale Field en Louisiane en avril 1938. 